# 鄭美琦
鄭美琦（1959年11月1日—）是一位台灣職業高爾夫球員，主要參加日本女子高爾夫球巡迴賽（JLPGA）與美國女子高爾夫球巡迴賽（LPGA），1988年轉入職業。
鄭美琦於1988年羅傑斯特國際公開賽獲得冠軍，也是繼涂阿玉贏得1986年馬自達菁英賽之後，台灣第二個奪得美國女子高爾夫球巡迴賽冠軍的高爾夫球員，也是第一個奪得此殊榮的美巡賽會籍台灣選手。

## 冠軍
- 1988年羅傑斯特國際公開賽